# Красний Лундан
Красний Лунда́н (рос. Красный Лундан, ерз. Краснай Лундан) — селище у складі Зубово-Полянського району Мордовії, Росія. Входить до складу Уголківського сільського поселення.
Населення — 79 осіб (2010; 85 у 2002).
Національний склад (станом на 2002 рік):
- мокшани — 77 %